# Polytaenium cajenense
Polytaenium cajenense är en kantbräkenväxtart som först beskrevs av Nicaise Augustin Desvaux, och fick sitt nu gällande namn av James Everhard Benedict. Polytaenium cajenense ingår i släktet Polytaenium och familjen Pteridaceae. Inga underarter finns listade.